# Internationaal Wegcriterium 2009
De etappekoers Internationaal Wegcriterium 2009 (Frans: Critérium International 2009) werd gereden van 28 tot en met 29 maart 2009. Jens Voigt evenaarde het record van Raymond Poulidor door voor de vijfde keer het eindklassement te winnen. In de tweede etappe pakte Voigt een aantal seconden en vervolgens hield hij zijn voorsprong vast in de afsluitende tijdrit. De koers maakte deel uit van de UCI Europe Tour 2009.

## Etappe-overzicht
| etappe | datum    | start                | eindstreep           | afstand | winnaar      | klassementsleider |
| ------ | -------- | -------------------- | -------------------- | ------- | ------------ | ----------------- |
| 1e     | 28 maart | Monthois             | Charleville-Mézières | 190 km  | Jimmy Casper | Jimmy Casper      |
| 2e     | 29 maart | Les Vieilles-Forges  | Monthermé            | 98,5 km | Jens Voigt   | Jens Voigt        |
| 3e     | 29 maart | Charleville-Mézières | Charleville-Mézières | 8,3 km  | Tony Martin  | Jens Voigt        |

## Etappe-uitslagen

### 1e etappe
| Monthois – Charleville-Mézières (190 km) |                     |                        |          |
| Plaats                                   | Naam                | Ploeg                  | Tijd     |
| Winnaar                                  | Jimmy Casper        | BC-Sojasun             | 4u42'15" |
| 2                                        | Jawhen Hoetarovitsj | Française des Jeux     | z.t.     |
| 3                                        | Cyril Lemoine       | Skil-Shimano           | z.t.     |
| 4                                        | Mark Renshaw        | Team Columbia-HTC      | z.t.     |
| 5                                        | Ben Swift           | Team Katjoesja         | z.t.     |
| 6                                        | Koldo Fernández     | Euskaltel-Euskadi      | z.t.     |
| 7                                        | Aurélien Clerc      | AG2R-La Mondiale       | z.t.     |
| 8                                        | Julian Dean         | Team Garmin-Slipstream | z.t.     |
| 9                                        | Alexandre Pichot    | Bouygues Télécom       | z.t.     |
| 10                                       | Arnold Jeannesson   | Caisse d'Epargne       | z.t.     |
|                                          |                     |                        |          |
| 11                                       | Bobbie Traksel      | Vacansoleil            | z.t.     |
| 29                                       | Maxime Monfort      | Team Columbia-HTC      | z.t.     |

### 2e etappe
| Les Vieilles-Forges – Monthermé (98.5 km) |                     |                        |          |
| Plaats                                    | Naam                | Ploeg                  | Tijd     |
| Winnaar                                   | Jens Voigt          | Team CSC Saxo Bank     | 2u30'22" |
| 2                                         | Danny Pate          | Team Garmin-Slipstream | +00'07"  |
| 3                                         | Romain Feillu       | Agritubel              | +00'09"  |
| 4                                         | Jérôme Coppel       | Française des Jeux     | z.t.     |
| 5                                         | Matteo Carrara      | Vacansoleil            | +00'12"  |
| 6                                         | Daniel Moreno       | Caisse d'Epargne       | z.t.     |
| 7                                         | Joeri Trofimov      | Bouygues Télécom       | z.t.     |
| 8                                         | Rinaldo Nocentini   | AG2R-La Mondiale       | z.t.     |
| 9                                         | Cyril Lemoine       | Skil-Shimano           | z.t.     |
| 10                                        | Aleksandr Botsjarov | Team Katjoesja         | z.t.     |
|                                           |                     |                        |          |
| 14                                        | Maxime Monfort      | Team Columbia-HTC      | z.t.     |
| 49                                        | Piet Rooijakkers    | Skil-Shimano           | +02'49"  |

### 3e etappe
| Charleville-Mézières – Charleville-Mézières (tijdrit over 8.3 km) |                  |                        |         |
| Plaats                                                            | Naam             | Ploeg                  | Tijd    |
| Winnaar                                                           | Tony Martin      | Team Columbia-HTC      | 10'05"  |
| 2                                                                 | Bradley Wiggins  | Team Garmin-Slipstream | +00'06" |
| 3                                                                 | František Raboň  | Team Columbia-HTC      | +00'08" |
| 4                                                                 | Maxime Monfort   | Team Columbia-HTC      | +00'18" |
| 5                                                                 | Jens Voigt       | Team CSC Saxo Bank     | z.t.    |
| 6                                                                 | Bert Grabsch     | Team Columbia-HTC      | +00'20" |
| 7                                                                 | Danny Pate       | Team Garmin-Slipstream | z.t.    |
| 8                                                                 | Janez Brajkovič  | Astana                 | +00'23" |
| 9                                                                 | Steve Morabito   | Astana                 | +00'24" |
| 10                                                                | Damien Monier    | Cofidis                | +00'25" |
|                                                                   |                  |                        |         |
| 22                                                                | Piet Rooijakkers | Skil-Shimano           | +00'38" |

## Eindklassementen
| Plaats    | Naam               | Ploeg                  | Tijd      |
| --------- | ------------------ | ---------------------- | --------- |
| Gele trui | Jens Voigt         | Team CSC Saxo Bank     | 07u23'00" |
| 2         | František Raboň    | Team Columbia-HTC      | +00' 02"  |
| 3         | Danny Pate         | Team Garmin-Slipstream | +00' 09"  |
| 4         | Maxime Monfort     | Team Columbia-HTC      | +00' 12"  |
| 5         | Cyril Lemoine      | Skil-Shimano           | +00' 18"  |
| 6         | Jérôme Coppel      | Française des Jeux     | +00' 23"  |
| 7         | Juan José Oroz     | Euskaltel-Euskadi      | +00' 30"  |
| 8         | Jean-Eudes Demaret | Cofidis                | +00' 34"  |
| 9         | Rinaldo Nocentini  | AG2R-La Mondiale       | +00' 35"  |
| 10        | Jevgeni Petrov     | Team Katjoesja         | +00' 37"  |
|           |                    |                        |           |
| 47        | Piet Rooijakkers   | Skil-Shimano           | +03' 09"  |

| Plaats      | Naam        | Ploeg                  | Punten |
| ----------- | ----------- | ---------------------- | ------ |
| Groene trui | Jens Voigt  | Team CSC Saxo Bank     | 22     |
| 2           | Danny Pate  | Team Garmin-Slipstream | 17     |
| 3           | Tony Martin | Team Columbia-HTC      | 15     |

| Plaats        | Naam             | Ploeg              | Punten |
| ------------- | ---------------- | ------------------ | ------ |
| Bolletjestrui | Jens Voigt       | Team CSC Saxo Bank | 29     |
| 2             | Rémy Di Grégorio | Française des Jeux | 20     |
| 3             | David Le Lay     | Agritubel          | 12     |

| Plaats     | Naam               | Ploeg              | Tijd      |
| ---------- | ------------------ | ------------------ | --------- |
| Witte trui | Jérôme Coppel      | Française des Jeux | 07h23'23" |
| 2          | Jean-Eudes Demaret | Cofidis            | + 00' 11" |
| 3          | Nicolas Roche      | AG2R-La Mondiale   | + 00' 15" |

| Plaats | Ploeg              | Tijd      |
| ------ | ------------------ | --------- |
|        | Team CSC Saxo Bank | 22u10'05" |
| 2      | Française des Jeux | +00' 16"  |
| 3      | Team Katjoesja     | +00' 49"  |

1932 · 1933 · 1934 · 1935 · 1936 · 1937 · 1938 · 1939 · 1940 · 1941 (bezet + vrij) · 1942 (bezet + vrij) · 1943 (bezet + vrij) · 1944 · 1945 · 1946 · 1947 · 1948 · 1949 · 1950 · 1951 · 1952 · 1953 · 1954 · 1955 · 1956 · 1957 · 1958 · 1959 · 1960 · 1961 · 1962 · 1963 · 1964 · 1965 · 1966 · 1967 · 1968 · 1969 · 1970 · 1971 · 1972 · 1973 · 1974 · 1975 · 1976 · 1977 · 1978 · 1979 · 1980 · 1981 · 1982 · 1983 · 1984 · 1985 · 1986 · 1987 · 1988 · 1989 · 1990 · 1991 · 1992 · 1993 · 1994 · 1995 · 1996 · 1997 · 1998 · 1999 · 2000 · 2001 · 2002 · 2003 · 2004 · 2005 · 2006 · 2007 · 2008 · 2009 · 2010 · 2011 · 2012 · 2013 · 2014 · 2015 · 2016